# Sandu Pop
Sandu Pop (n. 15 iunie 1973, Lozna, România) este un actor de comedie român, cunoscut în special pentru rolul său Văru' Săndel, personaj folosit în prezentarea unor emisiuni de folclor la Etno TV. 
A absolvit Universitatea Națională  de Artă Teatrală și Cinematografie (UNATC) din București în 1995 și activează ca actor la Teatrul de Comedie, București.

## Biografie
În teatru are prezențe  în piese precum „Galy Gay”, „Vine barza”, „Ce formidabilă harababură”, „Pălăria”,  „Capcana timpului”, „Elling”, „Spiritul de familie” (regia Radu Beligan) și multe altele. Primele apariții artistice le-a avut încă din liceu la Cântarea României. 
Este căsătorit cu Maria Pop, doctor de profesie, și are doi copii, o fată și un băiat. Este cunoscut, de asemenea, pentru vocea lui Scooby-Doo din serialele dublate de Mediavision.

## Filmografie
| An   | Film                         | Rol    | Note                  |
| ---- | ---------------------------- | ------ | --------------------- |
| 2004 | Pălăria                      | Félix  |                       |
| 2018 | Pup-o, mă!                   | Horică | Producător            |
| 2020 | Să nu uiți până diseară      | Bunu   | Producător            |
| 2021 | Pup-o, mă! 2: Mireasa nebună | Horică | Producător, scenarist |